# Calliobdella punctata
Calliobdella punctata is een ringworm uit de familie van de Piscicolidae. De wetenschappelijke naam van de soort is voor het eerst geldig gepubliceerd in 1863 door Beneden & Hesse.